# 인지신경과학
인지신경과학(Cognitive neuroscience)은 인식의 기초가 되는 생물학적 과정과 측면을 연구하는 과학 분야로, 특히 정신적 과정에 관여하는 뇌의 신경 연결에 중점을 두고 있다. 인식 활동이 뇌의 신경 회로에 의해 어떻게 영향을 받거나 제어되는지에 대한 질문을 다룬다. 인지 신경과학은 신경과학과 심리학의 한 분야로, 행동 신경과학, 인지 심리학, 생리 심리학, 정서 신경과학 등의 학문 분야와 중첩된다. 인지 신경과학은 신경생물학 및 계산모델링의 증거와 결합된 인지 과학 이론에 의존한다.
뇌의 일부는 이 분야에서 중요한 역할을 한다. 뉴런은 가장 중요한 역할을 한다. 주요 요점은 대뇌 피질의 다양한 엽과 함께 신경 관점에서 인지에 대한 이해를 확립하는 것이기 때문이다.
인지 신경과학에 사용되는 방법에는 정신물리학, 인지 심리학, 기능적 신경영상, 전기생리학, 인지 유전체학, 행동 유전학의 실험 절차가 포함된다.
뇌 병변으로 인한 인지 장애가 있는 환자에 대한 연구는 인지 신경과학의 중요한 측면을 구성한다. 손상된 뇌의 손상은 건강하고 완벽하게 기능하는 뇌와 관련하여 비슷한 출발점을 제공한다. 이러한 손상은 뇌의 신경 회로를 변화시키고 기억이나 학습과 같은 기본적인 인지 과정에서 기능 장애를 유발한다. 사람들은 학습 장애와 그러한 손상을 가지고 있으며 건강한 신경 회로가 어떻게 기능하는지 비교할 수 있으며 영향을 받는 인지 과정의 기초에 대한 결론을 도출할 수도 있다. 뇌의 학습 장애의 예로는 베르니케 영역, 측두엽 왼쪽, 전두엽에 가까운 브로카 영역 등이 있다.
또한 발달인지신경과학의 하위분야에서는 뇌발달에 기초한 인지능력을 연구, 조사한다. 이는 시간이 지남에 따라 두뇌 발달을 보여주고, 차이점을 분석하고 그러한 차이점에 대한 가능한 이유를 만들어낸다.
이론적 접근법에는 계산신경과학과 인지심리학이 포함된다.

## 같이 보기
- 인지심리학
- 체화된 인지
- 실험 심리학
- 생리심리학
- 신경화학
- 신경행동학
- 신경과학